# Dariusz Dusza
Dariusz Janusz Dusza (ur. 22 grudnia 1961 w Gliwicach) – polski muzyk rockowy; gitarzysta, kompozytor, autor tekstów.

## Życiorys
Jego droga muzyczna zaczęła się w liceum, gdzie grał w zespole Ndst, wykonującym standardy bluesowe i rock’n’rollowe. Potem wraz z Wojciechem Jaczyczką (później „Śmierć Kliniczna”) grywał w różnych, efemerycznych składach.
W 1981 został liderem i współzałożycielem zespołu Śmierć Kliniczna. Grupa ta, łącząca punk rocka z reggae i punk jazzem, nagrała dwa single, występowała na największych polskich festiwalach rockowych.
W 1984 Dusza opuścił Śmierć Kliniczną i założył Absurd. W tym samym roku Dusza i kilku muzyków wzięło udział w występach zespołu stworzonego przez Ireneusza Dudka dla potrzeb jednego koncertu w Hali Parkowej w Katowicach. Po tym wydarzeniu muzycy postanowili działać dalej jako Shakin Dudi. Dusza był gitarzystą i autorem wszystkich tekstów zespołu.
Równolegle, po rozwiązaniu Absurdu Dusza wraz z Lucjanem Gryszką (ex-Absurd, obecnie Cree) i Adamem Lomanią, powołał do życia Darmozjadów, a zespół wydał swoją dużą płytę. Po tym projekcie wraz z Gryszką i Andrzejem Urnym, przez parę miesięcy tworzy zespół Chuligani.
W 1989 Dusza zawiesił aktywną działalność estradową, ograniczając się do pisania tekstów dla Ireneusza Dudka. Jako tekściarz rozpoczyna również współpracę z zespołem Dżem.
W 2002 ukazała się płyta Pies od Luizy, nagrana wspólnie z Jerzym „Mercedesem” Mercikiem (również byłym członkiem Śmierci Klinicznej). Grając we dwóch na akustycznych gitarach występowali okazjonalnie, wykonując na koncertach swoje piosenki oraz opracowane przez siebie wersje utworów Boba Marleya czy Ramones. Po niemal dwuletniej przerwie spotkali się znowu tworząc zespół DiM, czyli Dusza i Mercik. W 2008 ukazuje się ich album Same dobre wiadomości.
Od 2004 Dusza wraca do grania w Shakin Dudi. Po wydaniu LP Złota płyta – ciąg dalszy zespół ponownie rozpoczyna aktywną działalność koncertową. W 2011 roku wychodzi kolejny album zespołu ...bo ładnym zawsze lżej... W 2011 roku Irek Dudek otrzymuje Fryderyka za album Dudek Bluesy, na którym wszystkie teksty są autorstwa Duszy.
W październiku 2009 Dariusz Dusza rozpoczął organizowanie swojego nowego zespołu – Redakcji. W jego składzie, oprócz Duszy, znaleźli się: wokalista Adam Antosiewicz, basista Bartłomiej Stuchlik i perkusista Łukasz Walczak. Później dołączył do nich jeszcze gitarzysta Dawid Szlezak. W kwietniu 2011 ukazał się ich debiutancki album Horrroskop. W 2012 roku wyszła kolejna płyta zatytułowana Cyfrowe średniowiecze. W 2013 roku napisał teksty dla Lory Szafran na płytę Nad ranem. Rozpoczął też współpracę z takim artystami jak zespół Cree, Bracia czy też Beata Przybytek.
Oprócz muzyki, Dariusz Dusza pasjonuje się również wędkarstwem. Jest autorem kilku książek o tej tematyce (Wędkarski kalendarz brań, Właśnie wróciłem z ryb, Łowić duszą i głową, Sekrety mistrzów spinningu). Od 1998 pisze felietony w miesięczniku Wędkarski Świat.
W styczniu 2016 zrezygnował z grania na gitarze w Shakin Dudi. W tym samym miesiącu ukazała się kolejna płyta Redakcji Polskie piekło. W maju 2016 nakładem wydawnictwa Zima Records ukazała się napisana przez Duszę autobiografia „Jestem ziarnkiem piasku”. W październiku, z okazji 35-lecia powstania Śmierci Klinicznej wyszedł LP „Nienormalny świat” (we wrześniu Dusza z Mercikiem zagrali razem rocznicowy koncert).
Po poważnej kontuzji ręki powrócił do grania z Redakcją w 2018. W nowym składzie zagrali na kilku festiwalach punkowych, zarejestrowali też w studiu osiem utworów (pierwsza sesja w kwietniu 2019, druga w listopadzie 2019). Na początku 2020 zrezygnował ze współpracy z muzykami, zawieszając działalność koncertową zespołu.
W 2019 ukazała się jego kolejna książka pt. „Zombie Fest”.
W 2021 r. powołał do życia zespół Darek Dusza i Demony w składzie: Paulina Paleczna - śpiew, Mateusz Trybulec – bas, Doktor Maupa - bębny. W 2022 r. nakładem wydawnictwa Zima Records ukazał się debiutancki CD grupy o tytule "Karykatury".

## Dyskografia
- 1983 Nienormalny świat Śmierć Kliniczna – SP Tonpress
- 1984 Jestem ziarnkiem piasku Śmierć Kliniczna – SP Tonpress
- 1985 Złota płyta Shakin Dudi
- 1986 Zżera mnie dżuma Absurd – SP Tonpress
- 1987 The Dudis The Dudis
- 1989 Nowa płyta Irek Dudek
- 1990 Darmozjady Darmozjady
- 1991 Detox Dżem (teksty)
- 1991 Bands of 80's Irek Dudek (kompilacja)
- 1993 Autsajder Dżem (teksty)
- 1994 New Vision Of Blues Irek Dudek (reedycja Selles 2000)
- 1995 Kilka zdartych płyt Dżem (teksty)
- 1996 Absurd Absurd
- 1996 Śmierć Kliniczna Śmierć Kliniczna
- 1997 Pod wiatr Dżem (teksty)
- 1999 Platynowa Płyta Shakin Dudi (teksty)
- 1999 Swing Revival Shakin Dudi Orchestra
- 2000 Być albo mieć Dżem (teksty)
- 2001 Śmierć Kliniczna 1982–1984 Śmierć Kliniczna
- 2002 Płyta roku Shakin Dudi
- 2002 Pies od Luizy Dusza i Mercik
- 2006 Anthology 1976–2006 Irek Dudek (box, 11CD)
- 2007 Gwiazdy polskiej muzyki lat 80. (płyta z gazetą „Dziennik”)
- 2007 Ty wciąż taki sam od 30 lat Irek Dudek (DVD)
- 2008 Złota płyta – ciąg dalszy Shakin’ Dudi
- 2008 Same dobre wiadomości DiM
- 2010 Dudek Bluesy Irek Dudek (teksty)
- 2011 Horrroskop Redakcja
- 2011 ...bo ładnym zawsze lżej... Shakin’ Dudi
- 2012 Cyfrowe średniowiecze Redakcja
- 2016 Polskie piekło Redakcja
- 2016 Nienormalny świat Śmierć Kliniczna
- 2018 Anomalia Absurd
- 2019 Zawsze niewinny Redakcja (MCD)
- 2021 Na żywo z Kinoteatru X Śmierć Kliniczna
- 2022 Karykatury Darek Dusza i Demony
- 2024 Gwarek 1984 Śmierć Kliniczna
- 2024 Złota płyta przeboje Shakin` Dudi

## Najważniejsze piosenki
- „Nienormalny świat” Śmierć Kliniczna
- „Nasza edukacja” Śmierć Kliniczna
- „Zżera mnie dżuma” Absurd
- „Au sza la la la” Shakin Dudi
- „Och, Ziuta” Shakin Dudi
- „Zastanów się, co robisz” Shakin Dudi
- „Dzikość mego serca” Dżem
- „Jak malowany ptak” Dżem
- „Zapal świeczkę” Dżem
- „Same dobre wiadomości” DiM
- „Dziś umarłem na ulicy” Redakcja